# MDM4
MDM4‏ (MDM4, p53 regulator) هوَ بروتين يُشَفر بواسطة جين MDM4 في الإنسان.

## الوظيفة
- تنظيم نشاط p53:   يعمل MDM4 على تثبيط وظيفة بروتين p53 عبر الارتباط به مباشرة، مما يمنع تنشيط الجينات المستهدفة لـ p53 المسؤولة عن إيقاف دورة الخلية أو تحفيز الموت الخلوي (apoptosis).
- تنظيم نمو الخلايا:   عبر كبح نشاط p53، يساعد MDM4 على دعم انقسام الخلايا في الظروف الطبيعية، لكنه يصبح ضارًا عندما يُفرط في التعبير عنه في الخلايا السرطانية.

- عدم امتلاكه نشاط E3 Ubiquitin Ligase:   بخلاف MDM2، لا يملك MDM4 القدرة على تحفيز تكسير p53 عبر البروتيازوم، لكنه يعزّز دور MDM2 في ذلك.

## الأهمية السريرية

#### 1. السرطان:
- فرط التعبير في السرطان:   تم ربط الزيادة في مستوى MDM4 بعدة أنواع من السرطان مثل:
  - سرطان الثدي
  - سرطان الجلد (ميلانوما)
  - سرطان المبيض
  - سرطان الدم (لوكيميا)
- تثبيط p53:   زيادة نشاط MDM4 تُثبط p53 حتى في حال عدم وجود طفرات فيه، مما يعزز نمو الورم وبقائه.
- هدف علاجي واعد:   يجري تطوير أدوية تستهدف MDM4 من أجل إعادة تنشيط p53 كآلية لمكافحة السرطان، خاصة في السرطانات التي تحوي p53 سليمًا لكن نشاطه مكبوح.

#### 2. الاستجابة للعلاج الكيميائي:
- تُظهر الخلايا التي تحتوي على MDM4 عالي التعبير مقاومة لبعض أدوية العلاج الكيميائي، مما يجعلها مؤشرًا محتملًا لتحديد استجابة الورم للعلاج.

#### 3. العلاج الجيني:
- استراتيجيات العلاج المستقبلية تشمل استخدام مثبطات MDM4 أو siRNA لإسكات التعبير الجيني لـ MDM4 من أجل تحفيز موت الخلايا السرطانية.